# エルトン・メイヨー
ジョージ・エルトン・メイヨー（英語: George Elton Mayo, 1880年12月26日 - 1949年9月7日）は、オーストラリア出身の文明評論家、産業心理学者。人間関係論学派の創始者。
ホーソン実験に代表される実地調査の結果から、フレデリック・テイラーらによる科学的管理法を批判し、組織における人間的側面を重要視した。
その先駆的な研究によって経営管理、産業社会学、哲学、社会心理学など、多くの分野に多大な貢献をしたと評価されている。

## 略歴
メイヨーは南オーストラリア州の州都アデレードにて医師の子どもとして生まれた。
スコットランドのエディンバラ大学で医学を学んだ後、アデレード大学では哲学と心理学を専攻した。
1911年から1922年までクイーンズランド大学で心理学と精神哲学の講師を務めた。
当時、第一次世界大戦から帰還した多くの兵士が戦闘時の心的外傷によるストレス障害（シェルショック）を抱えており、その対応が急務であった。メイヨーは地元の医師らとともに、帰還兵の精神治療に従事し、その治療法を開拓した。
1922年に渡米し、ペンシルベニア大学のウォートン・スクールで「産業精神衛生の研究」に携わった。
1923年にフィラデルフィアの紡績工場で研究を行い、非常に高い離職率を減らす方法を開発した。
1926年に産業研究の教授としてハーバード・ビジネス・スクールに迎えられた。
1927年に電話機製造会社ウェスタン・エレクトリックのホーソン工場での実験に取り組む。
1933年に著書『The Human Problems of an Industrialized Civilization』を出版する。
1949年にイギリスで没する
。